# Pierre Stamos
Vous pouvez partager vos connaissances en l’améliorant (comment ?) selon les recommandations des projets correspondants.
 Pierre Stamos, né le 14 février 1941, est un skieur alpin français.

## Biographie
Il est originaire de Chamonix et appartient à la grande équipe de France de ski alpin des années 60.
En janvier 1964, il se blesse avec son coéquipier Emile Viollat dans la descente d'entraînement        
des jeux olympiques d'Innsbrück qui devait déterminer le 4e représentant de la France pour cette épreuve prévue 2 jours plus tard. Il ne participe donc pas à ces Jeux.
En 1965, il remporte la descente de la Coupe des nations. C'est l'unique victoire internationale française dans cette spécialité depuis la victoire de Jean Vuarnet aux Jeux olympiques en 1960. En mars 1965, il est vice-champion de France de descente à Morzine, 11 centièmes de seconde derrière Jules Melquiond.
En février 1966 à Chamrousse, il est vice-champion de France de descente derrière Jean-Claude Killy.
En aout 1966, aux championnats du monde de Portillo, il prend la 5e place de l'épreuve de descente remportée par Jean-Claude Killy.
En 1966, il est acteur du film Skifascination réalisé par Willy Bogner.
Il met fin à sa carrière au printemps 1968.
Pierre Stamos est aussi un accordéoniste reconnu qui a publié plusieurs albums et s'est régulièrement produit en public.
Il est aussi père de 3 enfants , 2 filles et 1 garçon avec qui il n’a aucun contact. Il a liquidé l’héritage de la famille en volant sa mère et profitant de sa vieillesse et Alzheimer pour lui vider les comptes. À vendu tous les chalets a Chamonix et liquider la fortune. Il n’a jamais été présent pour ces enfants, et a toujours étés violent avec ses femmes.   

## Palmarès

### Championnats du monde
| Épreuve / Édition      | Descente |
| Mondiaux 1966 Portillo | 5e       |

### Classiques internationales
Les résultats qui suivent ne sont qu'une vue très partielle de l'ensemble de ses performances.
- 1960 :
  - Madonna di Campiglio (3-Tre (it)) : 2e du slalom géant et du combiné, 3e de la descente

- 1961 :
  - Mégève: 12e de la descente
  - Murren (Kandahar): 9e de la descente

- 1962 :
  - Sestrières (Kandahar): 5e du slalom
  - Kitzbühel : 15e du slalom
  - Cortina d'Ampezzo : 18e de la descente

- 1963 :
  - Wengen: 7e de la descente
  - Mégève: 9e du slalom et du combiné
  - Chamonix: 6e du combiné

- 1964 : 
  - Wengen: 8e du slalom
  - Bad Wiessee : Vainqueur du slalom
  - Madonna di Campiglio  : 16e des 2 descentes
  - Garmisch (Kandahar): 5e du slalom et 8e du combiné

- 1965
  - Coupe des nations à Davos : Vainqueur de la descente

- 1966
  - Val d'Isère: 7e de la descente (décembre 1965)

- 1968 :
  - Kitzbühel : 10e du combiné et 11e du slalom

### Championnats de France

#### Élite
| Édition / Epreuve            | Descente | Slalom géant | Combiné |
| ---------------------------- | -------- | ------------ | ------- |
| Championnats 1965 Morzine    | Argent   |              |         |
| Championnats 1966 Chamrousse | Argent   | 14e          | 4e      |